# Ludvig av Sicilien
Ludvig I av Sicilien, född 1337, död 1355, var en monark (kung) av Sicilien från 1342 till 1355. 